# Moeder van de Kerk
Moeder van de Kerk (latijns: Mater Ecclesiae) is een rooms-katholieke eretitel voor de Maagd Maria, de moeder van Jezus. Het is ook de naam van een kerkelijke feestdag. De verplichte gedachtenis van Maria, Moeder van de Kerk, in 2018 ingevoerd door paus Franciscus, wordt gevierd op de maandag na Pinksteren, Deze verplichte gedachtenis komt vanaf nu in de plaats van de viering van tweede pinksterdag.

## Ontstaansgeschiedenis van de feestdag
Op 3 maart 2018 deelde het Vaticaan het besluit van paus Franciscus mede, dat in de gehele rooms-katholieke kerk  de viering van Maria onder de titel "Moeder van de Kerk" wordt ingevoerd als een jaarlijkse verplichte gedachtenis. Het decreet werd uitgevaardigd op de 160ste verjaardag van de eerste verschijningen te Lourdes.
Het decreet verwijst naar Sint-Augustinus van Hippo. Augustinus stelde reeds, dat bij de overweging van de mysteries van Christus en van het wezen van de Kerk de Maagd Maria niet buiten beschouwing kan blijven, omdat zij zowel de Moeder is van Christus als van de Kerk. Augustinus zei al dat Maria de moeder is van de ledematen van de Kerk. Door haar liefde werkte zij mee aan de geboorte van de gelovigen in de Kerk. Paus Leo de Grote verkondigde dat de geboorte van het Hoofd ook de geboorte van het Lichaam is. Ook hij noemde Maria niet louter moeder van Christus, de Zoon van God, maar als moeder van de ledematen van het mystieke lichaam, oftewel de Kerk.
Paus Paulus VI riep op 21 november 1964 aan het eind van de derde zittingsperiode van het Tweede Vaticaans Concilie de heilige Maagd Maria reeds uit tot "Moeder van de Kerk". Bij gelegenheid van het Heilig Jaar van de verzoening 1974 een votiefmis opgesteld ter ere van de Heilige Maria, Moeder van de Kerk.
De viering van Maria, Moeder van de Kerk werd in Polen en Argentinië en andere landen reeds goedgekeurd voor 2018. Ook sommige ordes en congregaties verkregen de goedkeuring voor de eigen teksten van deze viering. In 2018 werd deze viering in heel de Latijnse kerk ingevoerd en verplicht gesteld. Het decreet werd ondertekend door de Guineese kardinaal Robert Sarah, prefect van de Congregatie voor de Goddelijke Eredienst en de Regeling van de Sacramenten.